# ذا ريغ

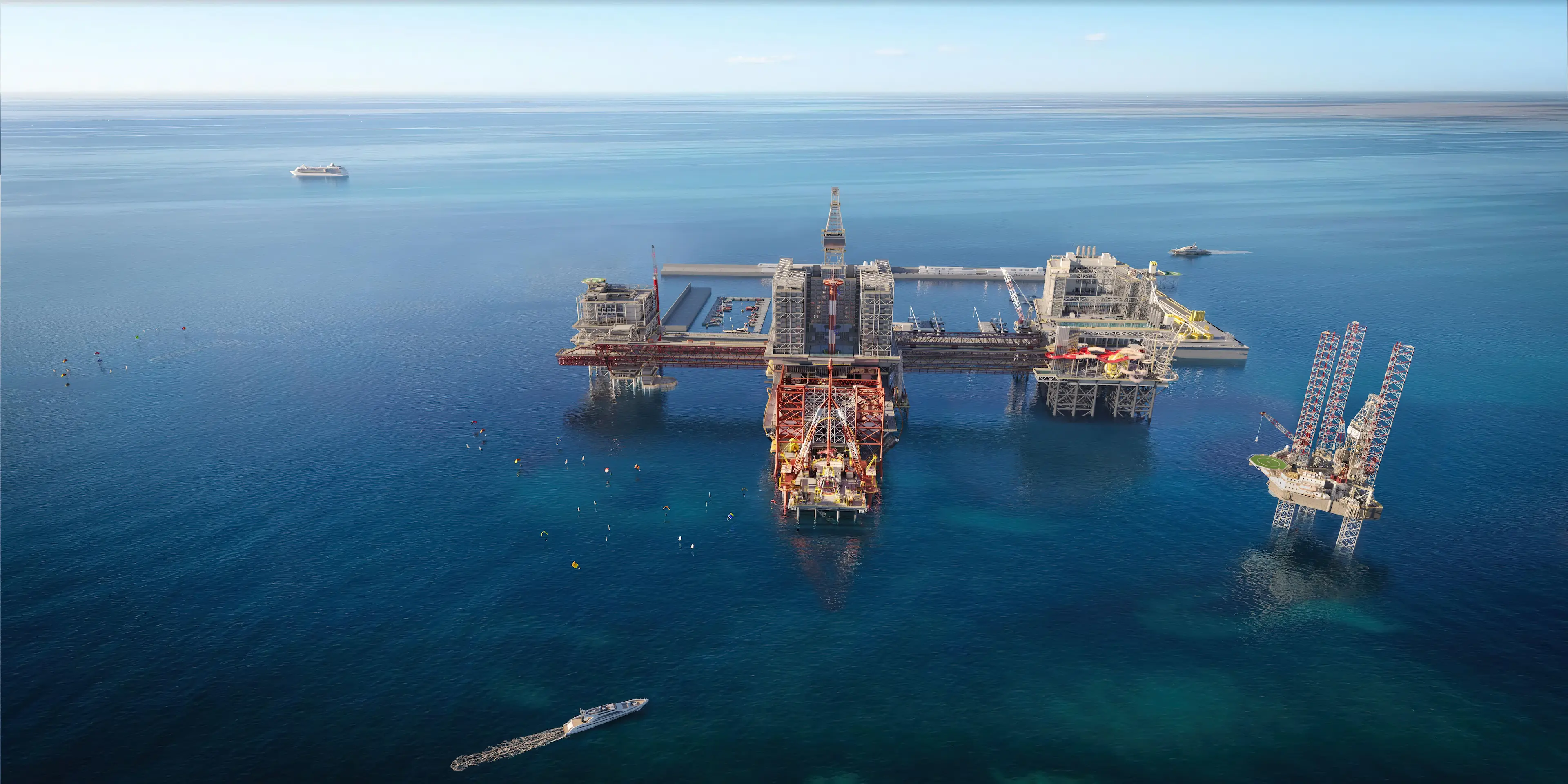
صورة توضيحية للمشروع

شعار مشروع ذا ريغ

ذا ريغ (بالإنجليزية: THE RIG) مشروع سياحي ترفيهي مملوك لصندوق الاستثمارات العامة في المملكة العربية السعودية. أطلق في 16 أكتوبر 2021 ويقع في منطقة الخليج العربي. وسيقام على منصات تستمد مفهومها من منصات النفط البحرية.

## الموقع
يقع المشروع في منطقة الخليج العربي، ويمتد على مساحة تزيد عن 150 ألف متر مربع، حيث يمزج بين خيارات متنوعة للضيافة والإقامة والمغامرة والتجارب الرياضية البحرية.

## الأهداف
يهدف المشروع لتعزيز جهود السعودية في الحفاظ على البيئة من خلال المحافظة على بيئة المنطقة التي سيقام عليها، كما يسهم في دعم الاقتصاد المحلي. ومن المتوقع أن يستقطب العديد من السياح من مختلف أنحاء العالم، وبشكل خاص مواطني ومقيمي دول الخليج العربي.

## العناصر
يشتمل المشروع على ثلاثة فنادق، ومجموعة مطاعم عالمية، ومهابط للطائرات المروحية، والعديد من الأنشطة المتنوعة والرياضات الجريئة.